# FFF (album)
Pour les articles homonymes, voir FFF.
Albums de FFF
Free For Fever Vivants
FFF est le troisième album du groupe FFF. Marco Prince a écrit les paroles de toutes les chansons, les musiques sont signées FFF. Ce nouvel opus marque un net retour à la langue de Molière, seulement trois titres étant interprétés en anglais. L'enregistrement s'est déroulé au studio Gang à Paris.
Le Pire et le meilleur, édité en single, rencontre un beau succès. Le clip, dans lequel apparait Mélanie Thierry, est largement diffusé à la télévision.

## Titres
1. On ne badine pas avec la mort - 5:00
2. Barbès - 4:08
3. Mauvais garçon - 5:37
4. Le pire et le meilleur - 3:25
5. Morphée - 5:27
6. Act Up - 4:14
7. Le muscle magique - 3:32
8. Niggalize it - 4:24
9. Un jour - 4:03
10. Laisser aller - 4:47
11. Knock you down - 3:53

Après un blanc d'1:04, se trouve un morceau caché, Des cendres - 4:28 ; pas si caché que ça, puisque les paroles se trouvent dans le livret.
Et avant le 1er, se trouve un prégap, accessible par un retour arrière depuis la première piste.

## Musiciens
- Marco (Marco Prince) : « voix, typex, insomnies »
- Niktus (Nicolas Baby) : basses
- Félix : claviers
- Yarol (Yarol Poupaud) : guitares
- Krichou (Krichou Monthieux) : batterie, percus
- Christian Lechevretel : Trompette
- Paddy Sherlock : Trombone